# خانه حاج حسین حسینی
خانه حاج حسین حسینی مربوط به دوره قاجار است و در شهرستان اصفهان، بخش جرقویه علیا، روستای رامشه، محله توده واقع شده. این بنا حدود ۲۰۰ سال پیش ساخته شده و نسل اندر نسل به ورثه خاندان حسینی رسیده است. این بنا دارای ۲ بخش زمستانه و تابستانه است. به همت ورثه خاندان حسینی این بنا ۲ بار تا کنون بازسازی کامل شده است. این اثر در تاریخ ۱۶ دی ۱۳۸۷ با شمارهٔ ثبت ۲۴۴۳۵ به‌عنوان یکی از آثار ملی ایران به ثبت رسیده است.